# 梅捷利涅
50°41′19″N 25°48′36″E / 50.68861°N 25.81000°E
梅捷利涅（烏克蘭語：Метельне），是烏克蘭的村落，位於該國西部沃倫州，由盧茨克區負責管轄，始建於1545年，面積2.13平方公里，海拔高度229米，2001年人口714，人口密度每平方公里335.37人。